# Spjut
Spjut är ett uråldrigt vapen bestående av en stång (skaft) med en vass spets i ena änden, avsett för att stöta med (stötspjut) eller kasta (kastspjut) mot mål vid jakt eller strid. Spjutspetsen är i sin enklaste improviserade form av trä, helst eldhärdad, men vanligen utgörs den av annat hårdare material såsom metall och historiskt även sten (se stenåldern). Spjutspetsar av metall är vanligen klingor i form av tveeggade blad men de kan även vara huggklingor för huggande (huggspjut), broddar (pigg, treeggare, fyreggare) för stötande (pik) och från hästrygg (lans) även kronor för krossande (jämför tandkrona).
De äldsta spjuten man känner till är åtta träspjut som hittades i en kolgruva i närheten av Schöningen, Tyskland och är cirka 400 000 år gamla. Dessa spjut var tillverkade helt i trä av förmänniskan Homo heidelbergensis.
Hos nordborna var under forntiden spetsen gjord av sten, brons eller järn. Skaftet, som för stötspjutet var 3–4 meter långt, tillverkades av trä, oftast av ask.
De stötspjut som antikens makedonier använde kallades sarissa. Inom den romerska hären förekom spjut under olika namn  varav pilum var det romerska infanteriets huvudvapen.

 
Hasta

 
Olika former av pilum

## Romerska spjut
Pilum var omkring 2,3 meter långa med smala skaft och var avsedda att kastas mot fienden. Spetsen var försedd med hullingar så att den inte skulle gå att dra ut om den träffade en sköld. Efter spetsen kom ett 60 centimeterm långt, tunnt järnskaft som var utformat så att det böjde sig när spjutet träffade marken eller en motståndares sköld och kunde därför inte kastas tillbaka av fienden.
Hasta var ett ca tre meter långt romerskt stötspjut som hade en trekantig järnspets.
Lancea var ett sjut med rem för stöt och kast.
Trajula eller jaculum var ett lätt kastspjut och användes av gladiatorerna.
Veritum var ett lätt kastspjut med lång rund järnspets.

## Spjut som militärt vapen i Europa
Frankerna tog upp det romerska kastspjutet "pilum" under namnet "ango". De påträffas ofta i frankiska krigargravar tillsammans med andra typer av spjut. Enstaka kastspjut förekommer även på andra håll som i Tyskland och södra England. Närbesläktade typer förekom även i Norden. I Finland utvecklades en särskild variant under vendeltid som kom att bli mycket populär där under yngre järnålder.
Under 1100-talet använde både kavalleri och infanteri i de stridande härarna i Europa spjut i sin beväpning. Ryttarnas och fotfolkets spjut hade hittills varit av samma typ men under detta sekel började ryttarespjutet göras längre och tyngre än infanteristernas och kallades lans. Fotfolkets spjut var då omkring två meter långa och tjockskaftade med en diameter av omkring fem centimeter Sådana spjut var i bruk till in på 1600-talet men även andra spjuttyper fanns under medeltiden. En del varianter vid infanteriet hade strax under spetsen ett vingliknande utskott eller en kort tvärstång vilken skulle hindra att vapnet trängde in för djupt. En annan variant var sylspjutet med en järnspets av omkring sjuttiofem till nittio centimeter och en parerskiva under spetsen och var avsedd att stötas in genom rustningens fogar hos motståndaren.
Vid infanteriet började på 1400-talet alla äldre typer av spjut och andra stångvapen att trängas undan av "långspjutet" som ursprungligen tycks härstamma från Italien. Redan 1327 försvarade sig borgarna i staden Turin med spjut som var arton fot (cirka sex meter) långa. Legoknektar från Schweiz lärde känna detta vapen och schweizarna införde det i sina härar i början av 1400-talet och fick under seklet benämningen "pik".
Javelin var ett lätt kastspjut, omkring 1,7 meter långt och ofta med bladformig klinga, som användes bland annat av landsknektarna i Spanien och Tyskland  under senare hälften av medeltiden fram till omkring 1520.
Källa till detta avsnitt: Alm, Josef (1932). Blanka vapen och skyddsvapen från och med 1500-talet till våra dagar. Militärlitteraturföreningen

## Japanska spjut
Det japanska spjutet benämns so eller yari, och konsten att slåss med det sojutsu.